# Cesta I. triedy 13
Die Cesta I. triedy 13 (slowakisch für ‚Straße 1. Ordnung 13‘), kurz I/13, ist eine Straße 1. Ordnung in der Slowakei. Sie befindet sich im Südwesten des Landes und verläuft von Veľký Meder zur ungarischen Grenze bei Medveďov. Sie ist Teil der Europastraße 575 und wurde etwa 2003 von der Straße 2. Ordnung 586 hochgestuft.

## Verlauf
Die I/13 beginnt an einer Kreuzung  bei Veľký Meder mit der Straße 1. Ordnung 63 und befindet sich auf der ebenen Großen Schüttinsel. Sie verläuft an den Gemeinden Čiližská Radvaň und Baloň vorbei, bevor sie den Grenzort Medveďov erreicht. Nach einer Brücke über einen Seitenarm der Donau folgt die Brücke über den Hauptstrom, an welcher die Straße 1. Ordnung 13 endet. Nach weiteren zirka 15 km in Ungarn erreicht man die Stadt Győr.